# Le grandi storie della fantascienza 20
Le grandi storie della fantascienza 20 (Isaac Asimov Presents The Great SF Stories 20 (1958)) è il ventesimo volume dell'antologia di racconti di fantascienza Le grandi storie della fantascienza raccolti e commentati da Isaac Asimov e Martin H. Greenberg per far conoscere maggiormente i racconti della Golden Age (Età d'oro) della fantascienza, che va dal 1939 al 1963.
Il volume è stato pubblicato nel 1990 e tradotto in italiano lo stesso anno.

## Edizioni
- (EN) Isaac Asimov e Martin H. Greenberg (a cura di), Isaac Asimov Presents The Great SF Stories 20 (1958), DAW books, 1990.

- Isaac Asimov e Martin H. Greenberg (a cura di), Le grandi storie della fantascienza 20 (1958), collana Le Grandi Storie della Fantascienza, traduzione di Giampaolo Cossato e Sandro Sandrelli, Armenia, 1990, ISBN 88-344-0459-9.
- Isaac Asimov e Martin H. Greenberg (a cura di), Le grandi storie della fantascienza 20 (1958), traduzione di Giampaolo Cossato e Sandro Sandrelli, I Grandi Tascabili Bompiani 682, Bompiani, 2000, ISBN 88-452-4466-0.